# فهرست کشویی (در نرم‌افزار)

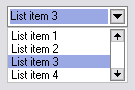
یک لیست کشویی یا منوی کشویی یا منوی کشویی، با ورودی‌های عمومی

یک فهرست کشویی (drop-down list)، منوی کشویی یا فقط کشویی  - که با نام‌های منوی کشویی، لیست کشویی، فهرست گزینشی نیز شناخته می‌شود - یک عنصر کنترل گرافیکی ، شبیه به یک چارچوبِ فهرست است که به کاربر اجازه می‌دهد با کلیک کردن یا نگه داشتن ماوس روی منو، یک مقدار را از یک فهرست گزینش کند. زمانی که یک فهرست کشویی غیرفعال است، یک مقدار واحد را نمایش می‌دهد. زمانی که فعال می‌شود، فهرستی از مقادیر را نمایش می‌دهد (پایین می‌کشد) که کاربر می‌تواند یکی را گزینش کند. وقتی کاربر یک مقدار نو را گزینش می‌کند، کنترل به حالت غیرفعال خود برمی‌گردد و مقدار گزینش شده را نمایش می‌دهد. این اغلب در طراحی رابط‌های کاربری گرافیکی، از جمله طراحی وب، استفاده می‌شود.

## واژه‌نامه

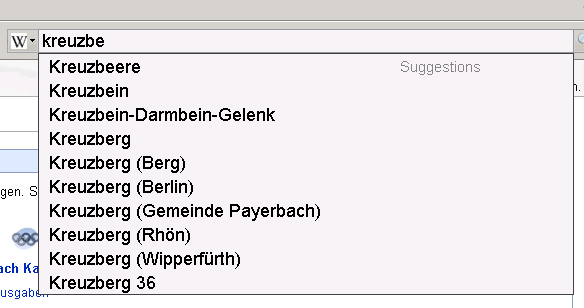
لیست کشویی از پیشنهادات جستجو

این گونه‌ی کنترل در سکوی مکینتاش «منوی بازشو» نامیده می‌شود؛  با این حال، اصطلاح «منوی بازشو» برای اشاره به منوهای زمینه در سایر سیستم‌های رابط کاربری گرافیکی استفاده می‌شود. مکینتاش همچنین مفهوم «منوهای کشویی» را دارد. تفاوت این دو در این است که وقتی منو بسته است، عنوان منوی بازشو آخرین مورد انتخاب شده را نشان می‌دهد در حالی که یک منوی کشویی یک عنوان ثابت مانند یک منو در نوار منو نشان می‌دهد. بنابراین، کاربردها متفاوت هستند - منوهای بازشو برای انتخاب یک گزینه یکتا از یک لیست استفاده می‌شوند در حالی که منوهای کشویی برای فرستادن دستورها یا در مواردی که می‌توان چندین گزینه را گزینش کرد، کاربری می‌شوند.

## اچ‌تی‌ام‌ال
در فرم‌های وب ، عناصر HTML <select> <option> کشویی استفاده می‌شوند: 
```
<select>

  
<option>
option1
</option>

  
<option>
option2
</option>

  
<option>
option3
</option>

</select>

```

## جی‌تی‌کی
GTK 4 این را دارد ویجت کشویی 

## همچنین ببینید
- چارچوب آمیغی
- چارچوب فهرست